# Симеон Божов
Симеон Димитров (Попдимитров) Божов (Божев) (изписване до 1945 година: Симеонъ попъ Димитровъ Божовъ) е български просветен деец.

## Биография
Симеон Божов е роден в 1882 или 1887 година във валовищкото село Кърчово, тогава в Османската империя, в семейството на местния свещеник Димитър. По-малък брат е на Стоян Божов. Завършва висше образование. По професия е учител, живее в град Сяр.
При избухването на Балканската война е македоно-одрински опълченец е в четата на Таско Спасов, 1-ва рота 11-а Сярска дружина, продоволствен обоз на 15-а Щипска дружина. Награден е със сребърен медал „За заслуга“.
Участва в Първата световна война като старши подофицер в щаба на 39-и пехотен полк. За бойни отличия и заслуги през войната е награден с народен орден „За военна заслуга“, VI степен.
Синът му, Димитър, през Втората световна война загива на фронта в Унгария като офицер, в 10-и пехотен полк.